# Tokarnia (województwo podkarpackie)
Tokarnia (j. łemkowski Токарня) – wieś w Polsce położona w województwie podkarpackim, w powiecie sanockim, w gminie Bukowsko na Pogórzu Bukowskim. Ma status sołectwa.
W latach 1975–1998 miejscowość należała administracyjnie do województwa krośnieńskiego.

## Położenie
Wieś leży na północno-wschodnim stoku lesistego pasma Bukowicy nad źródłami Sanoczka. Granicę wsi stanowi grzbiet Bukowica oraz potoki Obszary i Rostoki (dopł. Sanoczka). Na północnym zachodzie graniczy z Bukowskiem.

## Historia
Od 1340 do 1772 Ziemia sanocka, Województwo ruskie. Od 1772 do 1852 cyrkuł leski następnie sanocki. Od 1867 powiat sanocki, gmina Bukowsko w Galicji. Wcześniejsze nazwy: 1526 Thokarnya, 1552 Thokarnia. 
Od 1539 własność Mikołaja Herburta Odnowskiego z Felsztyna. Wieś liczyła wtedy 17 mieszkańców, posiadała młyn, sołtysa i księdza. Wieś lokowana na prawie wołoskim. 
W XIX wieku wieś należała do Katarzyny z Bołoz-Antoniewiczów Romaszkanowej, żony Piotra Romaszkana, od której w 1832 roku zakupili ją małżonkowie Wiktor (1792–1840) i Łucja z Ostaszewskich (1802–1894) Gniewoszowie. W połowie XIX wieku właścicielką posiadłości tabularnej Tokarnia była Ludwika Gniewosz. Dziedzicem Tokarni był syn Wiktora i Łucji, Feliks Gniewosz (1836–1901). W 1905 syn Feliksa, Wiktor Gniewosz posiadał we wsi obszar 429,7 ha. W 1911 właścicielem tabularnym był Chaim Stern, posiadający 237 ha. W 1916 dobra w Tokarni nabył Eustachy Ścibor-Rylski.
W 1842 roku urodził się Modest Humiecki późniejszy burmistrz i budowniczy Krosna.
W 1898 wioska liczyła już 430 mieszkańców zamieszkujących 68 domów. Poza działalnością rolniczą pod koniec XIX wieku rozpoczęto w Tokarni wydobycie ropy naftowej, kopalnia w dolinie potoku Sanoczek. Własność szlachecka, dobra rodu Gniewoszów. W okresie drugiej wojny światowej działał tu oddział partyzancki krp. „Południe”, Komenda Obwodu AK Sanok. 
Po 1944 część ludności rusińskiej została wysiedlona na Ukrainę, natomiast pozostali zostali przesiedleni do powiatu gdańskiego, okolice Bytowa, w czasie Akcji „Wisła”.

## Mieszkańcy
Nazwiska mieszkańców XVIII/XIX wiek: Bierówka, Celep, Dewerenda, Dyrcz, Falter, Hołak, Luberda, Leszanty, Misko, Mirek, Makara, Makaryk, Makawa, Janicki, Kuncio, Korabik, Kril, Konik, Kuryl, Kuryło, Padubiński, Ostafi, Pańko, Piszczatyn, Podwapiński, Roman, Romaniak, Sadowski, Szpynda, Śliz, Szczerba, Szponda, Szuszko (lub Suszko), Tais, Tauftar, Tylawski, Wutzke.

## Religia
Na miejscu była parafia greckokatolicka oraz drewniany kościół pw. św. Michała Archanioła (wcześniej pw. Zaśnięcia Najświętszej Dziewicy Marii). Kościół liczył w roku 1785 – 280 grekokatolików, w roku 1936 – 612 wiernych. Parafia łacińska mieściła się w Bukowsku.